# Теліуку-Інферіор
Теліуку-Інферіор (рум. Teliucu Inferior) — село у повіті Хунедоара в Румунії. Адміністративний центр комуни Теліуку-Інферіор.
Село розташоване на відстані 289 км на північний захід від Бухареста, 17 км на південь від Деви, 129 км на південний захід від Клуж-Напоки, 128 км на схід від Тімішоари.

## Населення
За даними перепису населення 2002 року у селі проживали 1387 осіб.
Національний склад населення села:
| Національність | Кількість осіб | Відсоток |
| -------------- | -------------- | -------- |
| румуни         | 1343           | 96,8%    |
| угорці         | 35             | 2,5%     |
| цигани         | 9              | 0,6%     |

Рідною мовою назвали:
| Мова      | Кількість осіб | Відсоток |
| --------- | -------------- | -------- |
| румунська | 1365           | 98,4%    |
| угорська  | 22             | 1,6%     |